# Astrofyzika

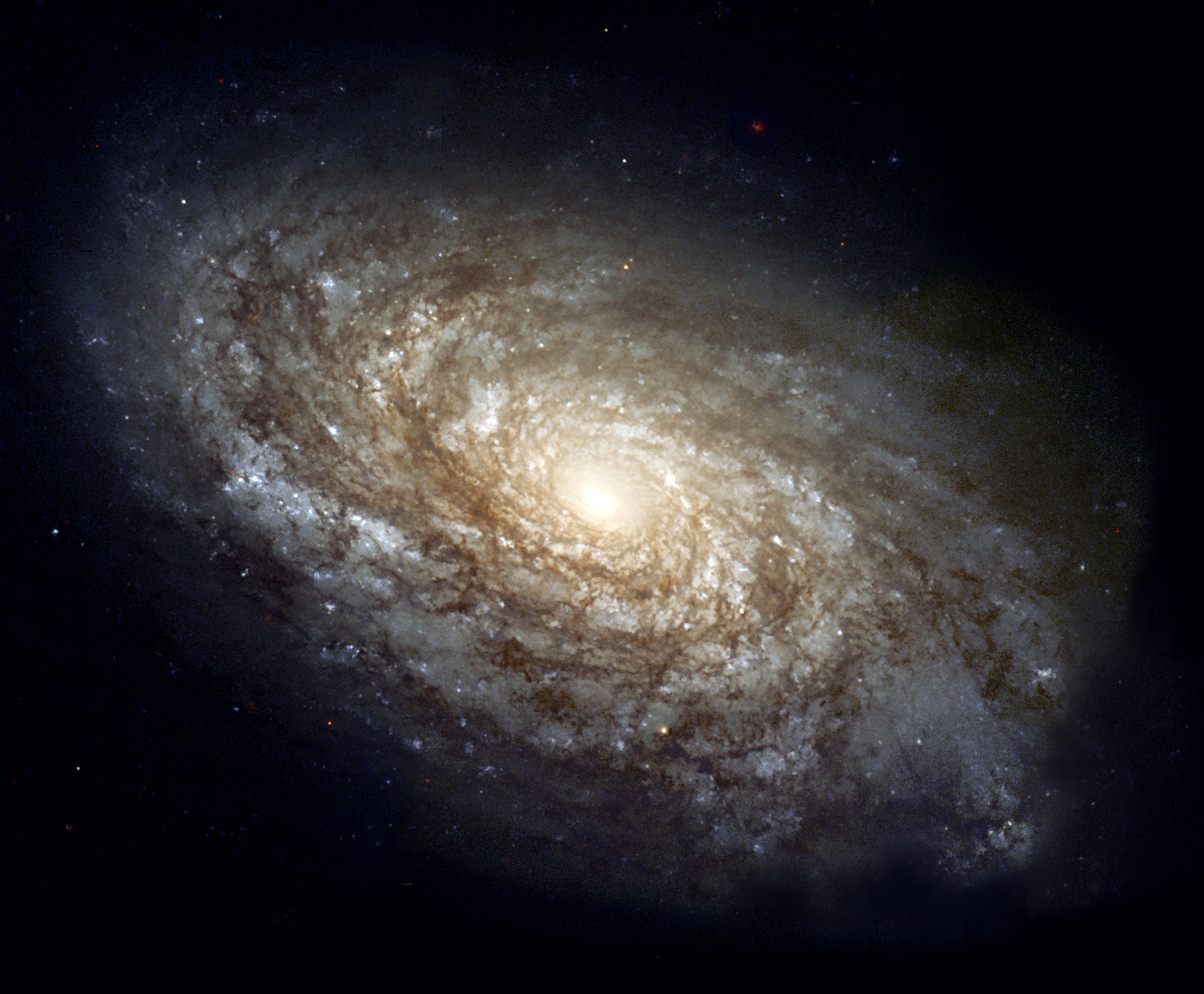
NGC 4414, což je spirální galaxie v Souhvězdí Vlasů Bereniky, je vzdálena asi 62 miliónů světelných let od Země

Astrofyzika (dříve též kosmická fyzika) je vědní obor ležící na rozhraní fyziky a astronomie. Zabývá se fyzikou vesmíru, včetně fyzikálních vlastností (svítivost, hustota, teplota, chemické složení) astronomických objektů jako jsou hvězdy, galaxie a mezihvězdná hmota, jakož i jejich vzájemné působení. 
V astrofyzice je velmi využívána počítačová simulace a počítačové modelování.
Astrofyzika studuje například vývoj vesmíru, vývoj hvězd.
Odborník v oblasti astrofyziky je astrofyzik.

## Dělení
Podle metod výzkumu těchto objektů se dělí na fotometrii, spektroskopii, radioastronomii, astrofyziku rentgenovou, infračervenou, ultrafialovou a neutrinovou.
Každý z těchto podoborů se dále dělí na praktickou a teoretickou část. Praktická získává potřebná data. Teoretická s pomocí fyzikálních zákonů vysvětluje pozorované chování vesmírných těles.

## Historie astrofyziky
Na začátku devatenáctého století si Fraunhofer všiml spektrálních čar v elektromagnetickém záření Slunce. Experimenty s horkými plyny ukázaly, že stejné spektrální čáry mohou být viděny v pozorovatelném spektru, a že tyto čáry jsou specifické pro jednotlivé prvky. 
Tímto bylo prokázáno, že prvky přítomné ve Slunci existují také na Zemi. Ve skutečnosti byl první prvek helium objeven ve spektru Slunce, a pak v laboratoři na Zemi. Tento objev je považován jako mezník a zrození astrofyziky jako samostatného vědeckého oboru. 
Ve dvacátém století spektrometrie (studium spektrálních čar) velmi pokročila, což s objevy ve kvantové mechanice vedlo ke shodě a pochopení experimentů v laboratořích s pozorováním oblohy.

## Teoretická astrofyzika
Teoretická astrofyzika je disciplína, která se snaží vysvětlit astronomické pozorované jevy na základě fyzikální teorie. K tomuto účelu se využívají teoretické modely, abstraktní i číselné, které se snaží vysvětlit a často i předpovědět nové jevy (například sluneční erupce). 
Teoretická astrofyzika využívá širokou škálu metod výzkumu, například analytické modelování, numerické metody simulování astrofyzikálních systémů apod. 
Předmětem studia teoretické astrofyziky je především vývoj hvězd, temná hmota a kosmické záření, kosmologie, formování a vývoj galaxií a dalších struktur ve vesmíru.

## Stelární astrofyzika
Stelární astrofyzika studuje spektroskopické a fotometrické studium dvojhvězd a vícenásobných systémů, horkých hvězd a hvězd se závojem.